# Діївський район
Діївський район Катеринославської (після 1926 р. — Дніпропетровська) округи — адміністративно — територіальна одиниця, що існувала у 1923—1926 роках на території сучасних Новокодацького, Чечелівського районів міста Дніпро та Дніпровського району Дніпропетровської області. Районний центр — село Діївка -1.

## Виникнення
Діївський район був створений Постановою Всеукраїнського Центрального Виконавчого Комітету «Про адміністративно — територіальний поділ Катеринославщини» від 7 березня 1923 р. на місці Діївської волості Першого (Катеринославського) району Катеринославського повіту.

## Склад
Сільські ради у складі Діївського району:
1. Діївська сільрада — перша сільська рада, якій підпорядковувався районний центр — село Діївка-1 (Білецьке) з населенням 4412 осіб;
2. Новокодацька сільрада — якій підпорядковувалось село Нові Кодаки з населенням 10 142 особи;
3. Сухачівська сільрада — з селами Сухачівка (населення 2236 осіб) та Діївка-2 (4252 особи);
4. Таромська сільрада — з селом Таромське (2526 осіб);
5. Краснопільська — з селом Краснопілля (5965 осіб);
6. Попово-Балівська сільрада — з селами Попова Балка (Червона Балка — 468 осіб) та Пашена Балка (590 осіб);
7. Надєждінська сільрада — з селом Надєждіне (населення не вказано)[2].

Площа району  23 685 десятин, населення (1923) - 34 230 осіб.

## Розформування
У 1926 р. Діївський та Лоц — Кам'янський райони були об 'єднані у Дніпропетровський район Дніпропетровської округи.